# Sedarak (quận)
Sedarak (tiếng Azerbaijan:Sədərək) là một quận thuộc Azerbaijan. Dân số thời điểm năm 2012 là 11996 người.